# Privezak
Privezak je viseći deo nakita, uobičajeno zakačen pomoću male karike za lanac. Može se naći i na minđušama, kao i na narukvicama. Može biti dizajniran kao sastavni deo ogrlice, tako da se ne može uvek posmatrati kao poseban deo nakita. Ipak, u mnogim slučajevima, privezak je vidljivo odvojen od ogrlice ili lanca.
Privesci se svrstavaju u grupu najstarijih zabeleženih vrsta nakita. Nekada su bili izrađivani od kamena, školjki i drugih materijala. Stari Grci su često nosili priveske, neretko u formi hijeroglifa.

## Funkcije
Privesci mogu imati nekoliko funkcija, koje mogu biti kombinovane:
- nagrade
- identifikacija (religiozni simboli, seksualni simboli, simboli rok grupa...)
- ornamenti
- razmetanje (nakit)
- zaštita (religiozni simboli, amajlije)

## Vrste
1. Amajlija
2. Talisman
3. Medaljon
4. Funkcionalni privezak

Tokom vekova privesci se javljaju u različitim oblicima u skladu sa svojom svrhom.

### Amajlija
Iako se amajlije javljaju u različitim oblicima, one u formi priveska su najčešće. Veruje se da ovi predmeti poseduju magičnu i duhovnu moć da zaštite onog ko ih nosi od opasnosti ili zlih uticaja.

### Talisman
Slično amajliji, talisman je predmet za koji se veruje da posdeduje natprirodne moći. Ipak, dok je funkcija amajlije isključivo da zaštiti njenog vlasnika, za talisman se veruje da, onom ko ga nosi, pruža posebne pogododnosti i moći.

### Medaljon
Medaljon je mali predmet koji se otvara otkrivajući prostor koji služi kako bi se u njega stavili manji predmeti, a najčeće fotografije ili pramen kose. Uglavnom se javlja u formi priveska koji visi na lancu ili ogrlici, iako se mogu naći na narukvicama.
Pod medaljonom se često podrazumeva parče metala u obliku kovanice u formi priveska oko vrata ili pričvršćenog za garderobu. Najčešće imaju funkciju nagrade, priznanja ili verskog blagoslova.

### Funkcionalni privesci
Pastirske pištaljke, pištaljke predvodnika,kao i okarine, takodje mogu biti napravljene u formi priveska. Početkom 20-tog veka proizvodjači USB flash uređaja su počeli da ih prizvode u formi privezaka.